# 프란시스코 하비에르 에체베리아

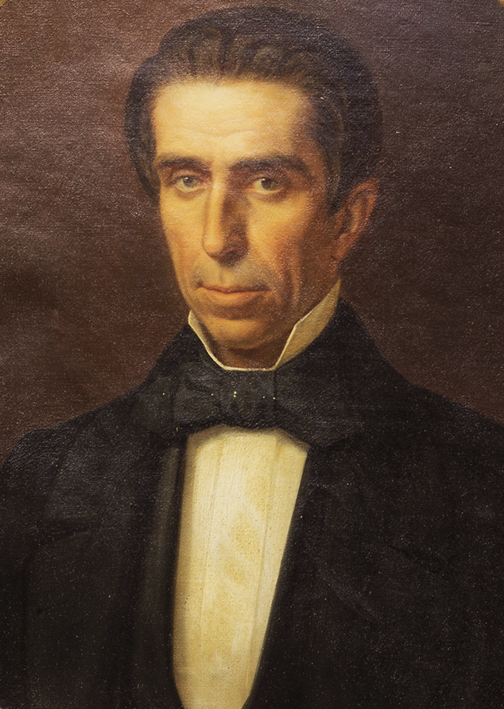

프란시스코 하비에르 에체베리아 (Francisco Javier Echeverría, 1792년 7월 2일 경 - 1852년 9월 17일)는 멕시코의 사업가이자 보수 중도 정치인이었다. 그는 1841년 후반 몇 주 동안 멕시코의 대통령으로 활동하였다.

## 젊은 시절
프란시스코 하비에르 에체베리아는 베라크루스 주, 할라파에서 태어났다. 젊은 시절에 그는 그의 가족 회사에서 일했지만, 이내 정치에 입문하였다. 그는 1829년 지역 의회의 대의원으로 선출되었다. 1834년에 그는 멕시코 시로 이사왔으며, 그곳에서 가족 기업 《Viuda de Echeverría y Hijos》의 사장을 했다.

## 같이 보기
- 멕시코의 국가원수 목록

## 참고 문헌
- (스페인어) "Echeverría, Francisco Javier," Enciclopedia de México, v. 4. Mexico City, 1996, ISBN 1-56409-016-7.
- (스페인어) García Puron, Manuel, México y sus gobernantes, v. 2. Mexico City: Joaquín Porrua, 1984.
- (스페인어) Orozco Linares, Fernando, Gobernantes de México. Mexico City: Panorama Editorial, 1985, ISBN 968-38-0260-5.